# Juncewo (województwo kujawsko-pomorskie)
Juncewo – wieś w Polsce, położona w województwie kujawsko-pomorskim, w powiecie żnińskim, w gminie Janowiec Wielkopolski.

## Podział i demografia
| SIMC    | Nazwa              | Rodzaj    |
| ------- | ------------------ | --------- |
| 1036260 | Huby Juncewskie    | część wsi |
| 1036282 | Huby Pietrzkowskie | część wsi |
| 1036299 | Huby Sieleckie     | część wsi |
| 1036537 | Sipiory            | część wsi |
| 1036543 | Smolary            | część wsi |
| 1036550 | Stawek             | część wsi |
| 1036566 | Struga             | część wsi |

W latach 1954–1961 wieś należała i była siedzibą władz gromady Juncewo, po jej zniesieniu w gromadzie Świątkowo. W latach 1975–1998 miejscowość administracyjnie należała do województwa bydgoskiego. Według Narodowego Spisu Powszechnego (III 2011 r.) liczyła 397 mieszkańców. Jest trzecią co do wielkości miejscowością gminy Janowiec Wielkopolski.

## Zabytki sakralne
We wsi znajduje się kościół pw. św. Małgorzaty Antiocheńskiej z lat 1885–1886, wybudowany z czerwonej cegły, neogotycki z neobarokowym wyposażeniem wnętrza, siedziba parafii w Juncewie. Obok kościoła znajduje się mały cmentarz z kaplicami grobowymi pochodzącymi z przełomu XIX i XX wieku.

## Położenie geograficzne
Wieś Juncewo położona jest 12 km od Janowca Wielkopolskiego i 13 km od Żnina. Znajduje się przy drodze prowadzącej do Wągrowca. Sąsiaduje z następującymi wsiami: Paryż (5,5 km), Sielec (4 km), Świątkowo (4,3 km) w województwie kujawsko-pomorskim oraz Dąbrowa, Damasławek i Piotrkowice w województwie wielkopolskim. Pod wsią, jak i całą okolicą, zostały odkryte duże złoża soli kamiennej. W osadzie tej występują głównie gleby bielicowe.

## Historia
- w roku 1136 na terenie Juncewa istniała wieś Opole, którą papież Innocenty II wymienił w bulli wystawionej dla arcybiskupa gnieźnieńskiego Jakuba ze Żnina
- w roku 1331 pisma mówią, że wieś Jancewo została zrabowana przez Krzyżaków, dowodzonych przez Dietricha von Altenburga i Ottona von Luterberga
- w roku 1339 został wytoczony przeciw Krzyżakom proces, który ustalił straty w 29 wsiach arcybiskupich (w tym i Juncewie) na 10800 grzywien srebra
- w roku 1357 Kazimierz Wielki potwierdził prawa archidiecezji do wsi
- w roku 1383 na Pałukach trwała wojna domowa między rodami Grzymalitów i Nałęczów, w wyniku której ucierpiało Juncewo.